# 和爾下神社 (天理市)

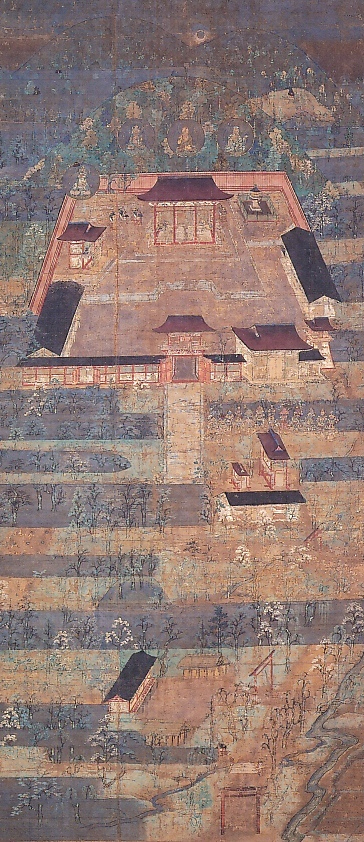
（参考画像）柿本宮曼荼羅（大和文華館蔵）

和爾下神社（わにしたじんじゃ）は、奈良県天理市櫟本町にある神社。式内小社、旧社格は村社、神饌幣帛料供進社。

## 祭神
- 素盞嗚命 - 中央に祀られる[3]。
- 大己貴命 - 左に祀られる[3]。
- 櫛稲田姫命 - 右に祀られる[3]。

## 歴史
古道竜田道と上ツ道の交わる地に鎮座する。およそ2.5キロメートル西の大和郡山市和爾下神社(下治道宮)に対して、上治道(かみはるみち・かみじどう)宮、上治道天王とも呼ばれる。延喜式神名帳添上郡にみえる和尓下神社二座の一座とされる。この神社は本来は和珥氏同族の柿本氏の祖神を祀る神社で、その本源は和珥氏の祖神天足彦国押人命であったのではないかとみられる。
鎮座地は東大寺領の櫟庄にあたり、神護景雲年中からため池や水路の開発、横田道(竜田道)の改修も行われたと『東大寺続要録』に見える。『柿本朝臣人麻呂勘文』には「添上郡石上寺傍有社、称春道社、其社中有寺、称柿本寺」とみえ、古くから治道の呼称があり、神宮寺として柿本寺があった。柿本寺旧境内の人丸塚からは奈良時代の古瓦も出土している。
中世には柿本宮と称し、鎌倉時代の『柿本宮曼荼羅図』（大和文華館所蔵、国の重要文化財）はこの神社を描いている。南北朝時代以後、たびたび軍陣として利用されてきた。

## 境内
東大寺山の西の麓にあたり、東大寺山古墳群に属する和爾下神社古墳の後円部が境内である。

## 境末社
- 若宮 - 事代主命[1]
- 十二神社 - 熊野大神[5]
- 厳島神社 - 市杵島比売命[5]
- 琴平神社 - 大己貴命[5]
- 大年神社 - 大年神[5]
- 恵美須神社 - 事代主神[5]
- 住吉神社 - 表筒男神[5]
- 天照皇太神宮 - 天照皇太御神[5]
- 稲荷神社 - 倉稲魂神[5]
- 天満宮 - 菅原道真[5]
- 金比羅宮 - 大己貴命[6]
- 稲荷神社 - 保食神[6]
- 猿田彦神社 - 猿田彦命[6]

## 文化財

### 重要文化財
- 本殿

三間社切妻造・檜皮葺で桃山時代の建立。国の重要文化財。

## 現地情報
所在地
- 奈良県天理市櫟本町字宮山2490

交通アクセス
- 最寄駅：JR桜井線櫟本駅下車後、徒歩約5分